# Rheindahlen
Rheindahlen, in (oud-)Nederlands ook wel Dalheim, Dalen of Rijndalen genoemd, is het grootste Stadtbezirk van Mönchengladbach. Het voorvoegsel 'Rhein' is er in 1878 bij gekomen om onderscheid te maken met een gelijknamige plaats in Saksen.
Op 25 april 1568 vond hier de Slag bij Dalheim plaats, hetgeen door sommigen beschouwd wordt als het begin van de Tachtigjarige Oorlog.
Rheindahlen was tot 1921 een zelfstandige gemeente. In 1929 werd deze gemeente opgeheven en bijgevoegd aan de gemeente Mönchengladbach.
Na de Tweede Wereldoorlog vestigden de Britse troepen hier hun hoofdkwartier, JHQ Rheindahlen. Dit groeide uit tot een Britse enclave in Duitsland met 6000 inwoners, die tot na de Duitse hereniging vrij toegankelijk was.